# Nannoparce poeyi
Nannoparce poeyi är en fjärilsart som beskrevs av Augustus Radcliffe Grote och Robinson 1865. Nannoparce poeyi ingår i släktet Nannoparce och familjen svärmare. Inga underarter finns listade i Catalogue of Life.